# Čarobnjakov šešir (1990.)
Čarobnjakov šešir (eng. The Magician's Hat) je dugometražni crtani film iz 1990. godine snimljen u suradnji između hrvatske produkcijske kuće Croatia Film i američke Fantasy Forest.

## Glasovi
- Dragan Milivojević kao car Mrazomor
- Ivo Rogulja kao Štapić
- Emil Glad kao Mate
- Nada Rocco kao kraljica Sunčica
- Slavica Knežević kao Kiki
- Ljubo Kapor kao Oštrozub
- Sven Lasta kao Pero, Marta i puž Muž
- Đurđa Ivezić kao Re i Bobo
- Slavica Fila kao Do
- Nevenka Filipović kao Mi
- Mladen Vasary kao Šiza i Jurko
- Damir Mejovšek kao Fon Ferdinand
- Vlado Kovačić kao Vukohoda
- Drago Krča kao kralj Nepton
- Richard Simonelli kao gušter gondolar i vokal u pjesmama
- Branka Strmac kao Svilena
- Adam Vedernjak kao pripovjedač i kralj Eburon

## Vanjske poveznice
- Čarobnjakov šešir u internetskoj bazi filmova IMDb-a